# Fred-Sinowatz-Wissenschaftspreis
Der Fred-Sinowatz-Wissenschaftspreis des österreichischen Landes Burgenland, nach Fred Sinowatz (1929–2008) benannt, wurde 2004 zu seinem 75. Geburtstag als Wissenschaftspreis gegründet, und fördert wissenschaftliche Publikationen aus dem Bereich der landeskundlichen Forschung.
Eine Kommission aus Experten aus den Bereichen Geisteswissenschaft, Naturwissenschaft oder Wirtschaftswissenschaft nominiert insgesamt 12 Publikationen. Danach werden bis zu drei Publikationen mit einem Preis bzw. Forschungsprojekte mit einem Stipendium ausgezeichnet. Die Schriften wurden zumeist vom Landesarchiv Burgenland in der Reihe Burgenländische Forschungen herausgegeben.

## Preisträger
| Jahr | Nominierungen | Preisträger | Stipendium |
| ---- | ------------- | --- | --- |
| 2004 | 12            | - Herbert Brettl für Die jüdische Gemeinde von Frauenkirchen. | |
| 2005 | 3             | | - Eva Holpfer für das Forschungsprojekt Nationalsozialistische Verbrechen an Juden und Jüdinnen im Burgenland und ihre Ahndung durch die Volksgerichte (1945–1955). - Susanne Uslu-Pauer für das Forschungsprojekt Gerichtliche Ahndung von NS-Funktionsträgern im Burgenland (1945–1955).                |
| 2006 | 8             | - Ursula Mindler für Dr. Tobias Portschy. Biographie eines Nationalsozialisten. Die Jahre bis 1945. | |
| 2007 | 7             | | - Christian Ratz für das Forschungsprojekt Zwischen Idylle und Radikalisierung. Die Politische Kultur im Burgenland von 1927 bis 1938. - Elisabeth Fraller für das Forschungsprojekt Nationalsozialistische Judenverfolgung im Burgenland unter besonderer Berücksichtigung der Judengemeinde Lackenbach. |
| 2008 | 2             | - Cyprian Leiner für Kompositorische und spieltechnische Merkmale der Hörner im Schaffen Joseph Haydns. | |
| 2009 | 0             | keine Vergabe | |
| 2010 | 2             | keine Vergabe | |
| 2011 | 12            | - Stefan Franz Kalamar für Das Badehaus und der Edelhof von Großhöflein – Baugeschichte im ersten Jahrzehnt des 19. Jahrhunderts, Einordnung in die Bäderarchitektur der Zeit, Einbindung in einen Entwurf zur Revitalisierung des Ortskerns. - Renate M. Schönfeldinger für Sie werden leben! Das Schicksal eines jüdischen Zwangsarbeiters aus Ungarn und seine Rettung durch eine burgenländische Familie im Jahr 1945. - Verein Roma-Service mit Obmann Emmerich Gärtner-Horvath für Mri Historija. Lebensgeschichten burgenländischer Roma. | |
| 2012 | 7             | - Ursula Mindler für Grenz-Setzungen im Zusammenleben. Verortungen jüdischer Geschichte in der ungarischen/österreichischen Provinz am Beispiel Oberwart/Felsőőr. - Herbert Brettl für Nationalsozialismus im Burgenland. Opfer. Täter. Gegner. | |
| 2013 | 7             | - Stefan Körner für Nikolaus II. Esterházy und die Kunst. Biografie eines manischen Sammlers. - Ina Friedmann für Der Prähistoriker Richard Pittioni (1906–1985) zwischen 1938 und 1945 unter Einbeziehung der Jahre des Austrofaschismus und der beginnenden Zweiten Republik. - Fabian Stegmayer für Das Projekt Seebrücke. „Brückenkampf“ am Neusiedler See. | |
| 2015 |               | - Walter Feymann für Die langen Schatten der Vergangenheit, Publikation über Nazifizierung und Entnazifizierung des Burgenlandes - Peter Liszt für Die Kriege meiner Väter, historische Aufarbeitung einer Familiengeschichte - Schülerinnen der 4ku-Klasse der Neuen Mittelschule Rechnitz für Gedenkjahr 70 Jahre Kriegsende - Würdigungspreis: Manuela Horvath, Broschüre über einen Bombenanschlag 1995 gegen die Volksgruppe der Roma | |
| 2016 |               | - Julia Gregorich für Folgen bestimmter Faktoren der Klimaerwärmung für Produktion und Ertrag ausgewählter Kulturpflanzen - Lukas Szigeti für Die Ereignisse im März/April 1938 und die jüdische Bevölkerung im Bezirk Neusiedl am See - Thomas Szigeti für Geprägt durch einen Fluss – Leben mit und an der Leitha am Beispiel Zurndorf - Marie-Sophie Polay für Roma im Burgenland zur Zeit des Nationalsozialismus | |
| 2019 |               | - Nikolaus Gartner für seine Arbeit zur Bautätigkeiten rund um den Neusiedler See | |
| 2022 |               | - Manuela Thurner für ihre Masterarbeit Bergbau im Bernstein-Rechnitzer-Fenster – Untersuchung und Interpretation von Bergbauspuren durch Airborne Laser Scanning | |
| 2023 |               | - Günther Stefanits für die Ortschronik 750 Jahre Hornstein in 14 Bänden - Anerkennungspreis: Erich Draganits für den Beitrag Geoarchaeological remote sensing prospection of Miocene limestone quarries in the hinterland of Roman Carnuntum and Vindobona | |
| 2024 |               | - Herbert Brettl für die Publikation Sichtbar Machen: Erinnerungslandschaft – Orte und Zeichen des Gedenkens an die Opfer des Nationalsozialismus im Burgenland - Anerkennungspreis: Thomas Sieberer für seine Publikation Bruch & Kontinuität. Zu Wachstum und Wandel des nordburgenländischen Dorfes | |